# Halomvár
Halomvár (vagy Borsodgeszti halomvár) mára elpusztult vár a Bükk-vidék csúcsrégiójának déli lejtőjén. Kisgyőrtől 2,5 km-re délre található.

## Elhelyezkedése
A vár a 317 méter magas Halomvár-csúcson fekszik.

## Története
A várat oklevelek nem említik, benne feltárás nem történt, így történetéről semmit sem tudunk. Egyes korábbi vélemények szerint a vár bronzkori eredetű. Sándorfi György a környék birtoklástörténete alapján a motte-típusú várak közé sorolta, Nováki Gyulával építését a 13. századra tették és a németországi származású Lambert egri püspökhöz kapcsolták. Újabban Baráz Csaba véleménye szerint az ismert mottéktől való formai eltérések miatt és régészeti leletek hiányában ez nem megalapozott. Ő a miskolci Leányvárral együtt Halomvárat is vaskori kultikus építménynek tekinti.

## Feltárása
A várhegy szintvonalas felmérését Ráksi Miklós és Lossos Miklós végezte el 1967-ben.

## Leírása
A sűrű bozóttal fedett területen egy árok körvonalait és a mesterséges földhalmot lehet látni. A gyűrűk teraszai jól láthatóak. A várban falazott épületnek nincs nyoma.